# Ванкорська ТЕС
67°48′10″ пн. ш. 83°32′4″ сх. д. / 67.80278° пн. ш. 83.53444° сх. д.
Ванкорська ТЕС — теплова електростанція в Красноярському краї Росії. 
Станцію ввели в дію двома однаковими чергами в 2009 та 2011 роках для обслуговування нафтових родовищ Ванкорського кластера (Ванкорське, Тагульске, Сузунське та інші). Всього на майданчику встановили 8 газових турбін потужністю по 25,8 МВт, відпрацьовані якими гази живлять відповідну кількість котлів-утилізаторів виробництва запорізького заводу «Південьтрансенерго». Враховуючи останнє, станція має теплову потужність у 378 Гкал/год. 
Доставка великогабаритного обладнання (зокрема, турбогенераторних установок) відбувалась водним транспортом з використанням Північного морського шляху, розташованого на Єнисеї порту Дудінка та правої притоки Єнисею річки Велика Хета.
Як паливо ТЕС використовує супутній газ, який у великих обсягах отримують під час розробки  Ванкорського кластеру (при цьому надлишковий для промислу газ з середини 2010-х видають по трубопроводу Ванкорське – Ямбург).
Для видалення продуктів згоряння кожна газотурбінна установку має димар заввишки 55 метрів.
Видача продукції відбувається під напругою 110 кВ.